# Dorfkirche Schmiedehausen

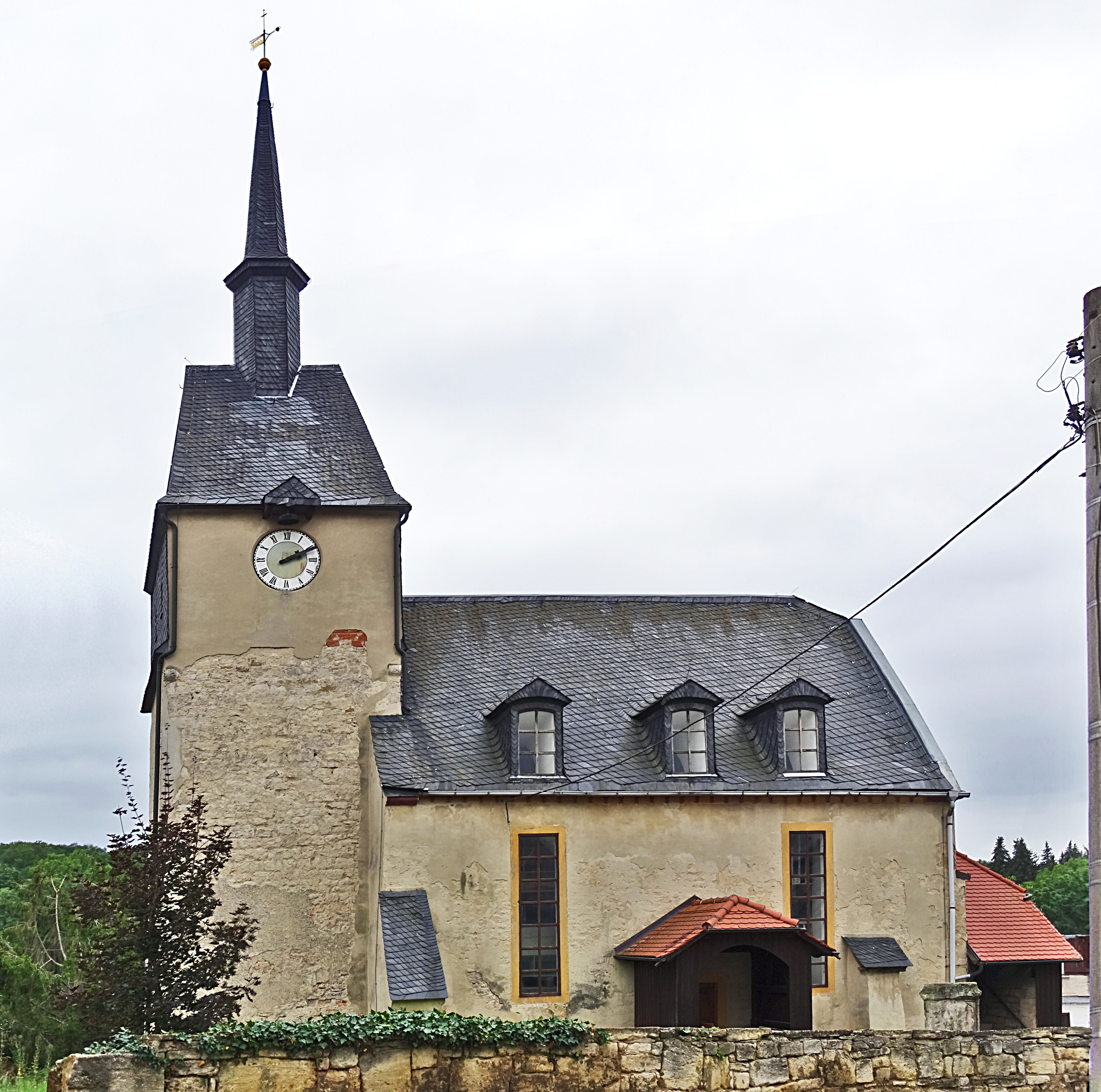
Die Kirche

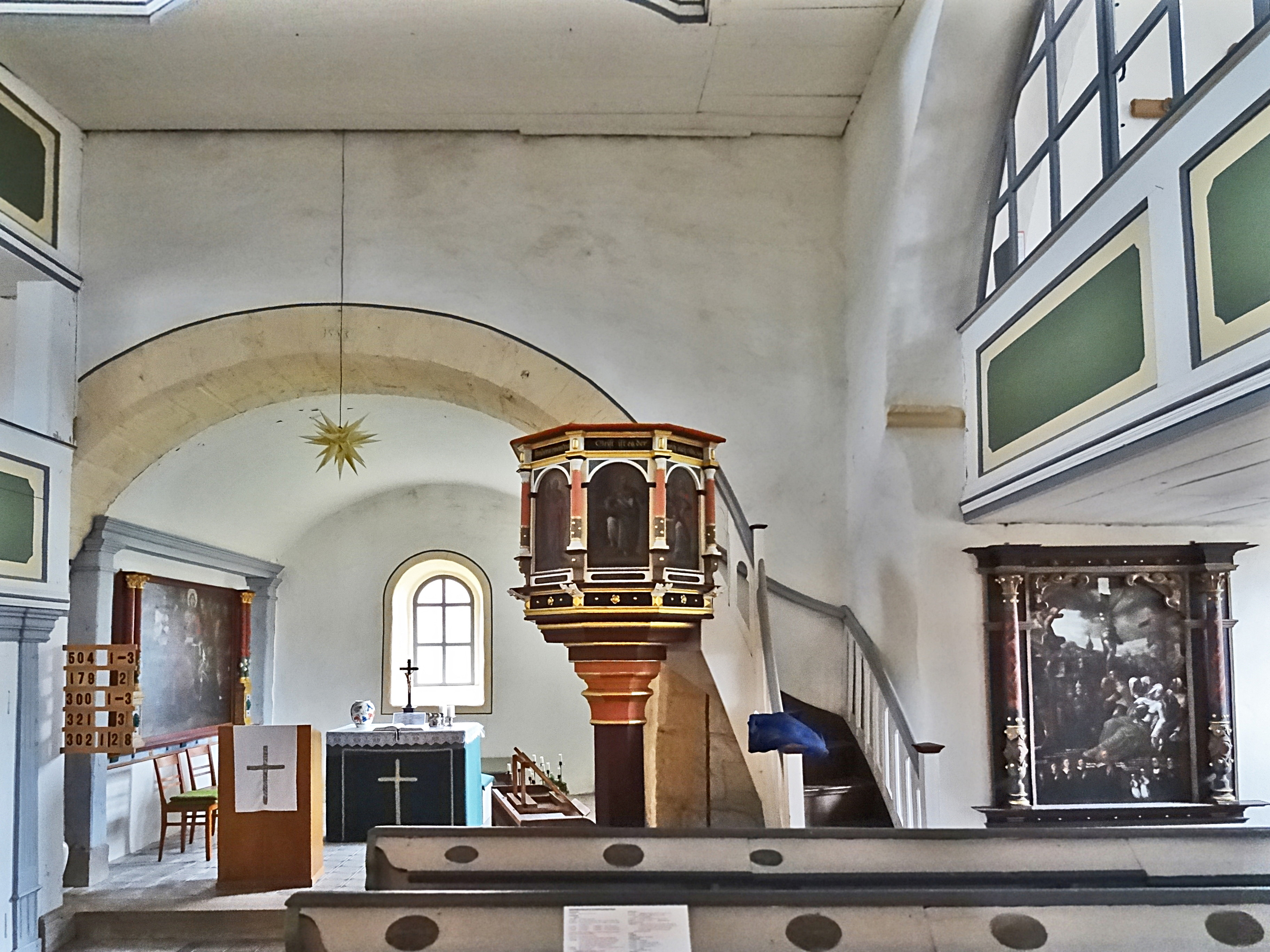
Innenansicht

Die evangelische Dorfkirche Schmiedehausen steht in der Gemeinde Schmiedehausen im Landkreis Weimarer Land in Thüringen. Sie gehört zum Pfarrbereich Dorndorf-Steudnitz im Kirchenkreis Eisenberg der Evangelischen Kirche in Mitteldeutschland.

## Geschichte
Die ursprüngliche romanische Kirche wurde im 15. Jahrhundert überformt und erneuert und  mit Chorturm, Walmdach und Dachreiter ergänzt.
Die einschiffige Chorturmkirche aus dem Jahr 1608 wurde um ein südliches Seitenschiff erweitert. Es ist vom Hauptschiff durch eine Doppelarkade getrennt. Im Hauptschiff befinden sich zwei Emporen, die zweite ist umlaufend.
Im Obergeschoss des Seitenschiffes wurde ein ehemaliger Patronsitz als Winterkirche eingerichtet. Dort hängt auch das Kruzifix aus dem 16. Jahrhundert. 1553 ist das Tonnengewölbe in den niederen Chorraum gebaut worden.
Am Altar aus Stein steht ein volkstümliches Kruzifix. An der Südseite des Chorbogens steht die Kanzel mit Gemälden des Christus Salvator und der Evangelisten aus dem 17. Jahrhundert.

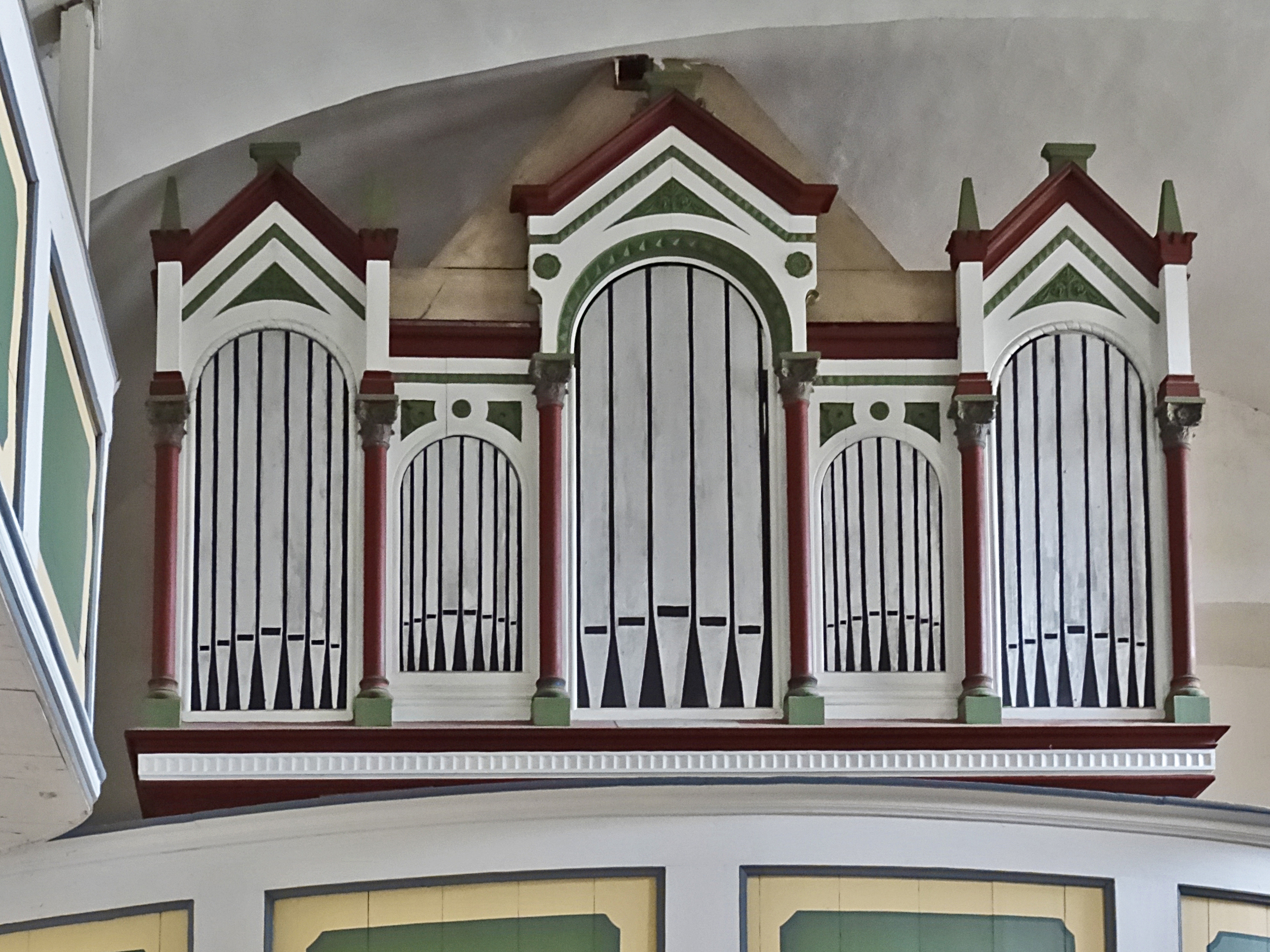
Die Orgel

Die Orgel wurde 1898 von Friedrich Wilhelm Böttcher aus Sömmerda mit zwei Manualen und Pedal sowie 13 klingenden Stimmen geschaffen.
Zu Beginn der 1980er Jahre war die Kirche – durch fehlende Gelder und unterlassene Renovierungen – zu einem Schandfleck des Ortes geworden. Mit Geldspenden und Initiativen aus der Bevölkerung konnte ab 1983 in einem Zeitraum von fünf Jahren der Verfall gestoppt werden und die Kirche endlich saniert werden. Dabei half Horst Jährling als Berater. Am 4. Advent 1988 konnten nach unzähligen freiwilligen und unbezahlten Arbeitseinsätzen von mehr als 35 Bürgern die Kirche und der neue Gemeinderaum ihrer Bestimmung übergeben werden.